# 天主教塔拉烏馬拉教區
天主教塔拉烏馬拉教區（拉丁語：Dioecesis Tarahumarensis），是墨西哥一個天主教教區，屬奇瓦瓦總教區。
教區位於奇瓦瓦州西部，教座位於瓜喬奇。2010年有教友296,000人，佔總人口96.7%。有十五個堂區、司鐸四十一人。現任教區主教為拉斐爾·桑多瓦爾·桑多瓦爾。
塔拉烏馬拉自治傳教區成立於1950年5月6日。1958年6月23日升為宗座代牧區。1993年12月20日升為教區。